# Museo Nacional del Cine de Turín

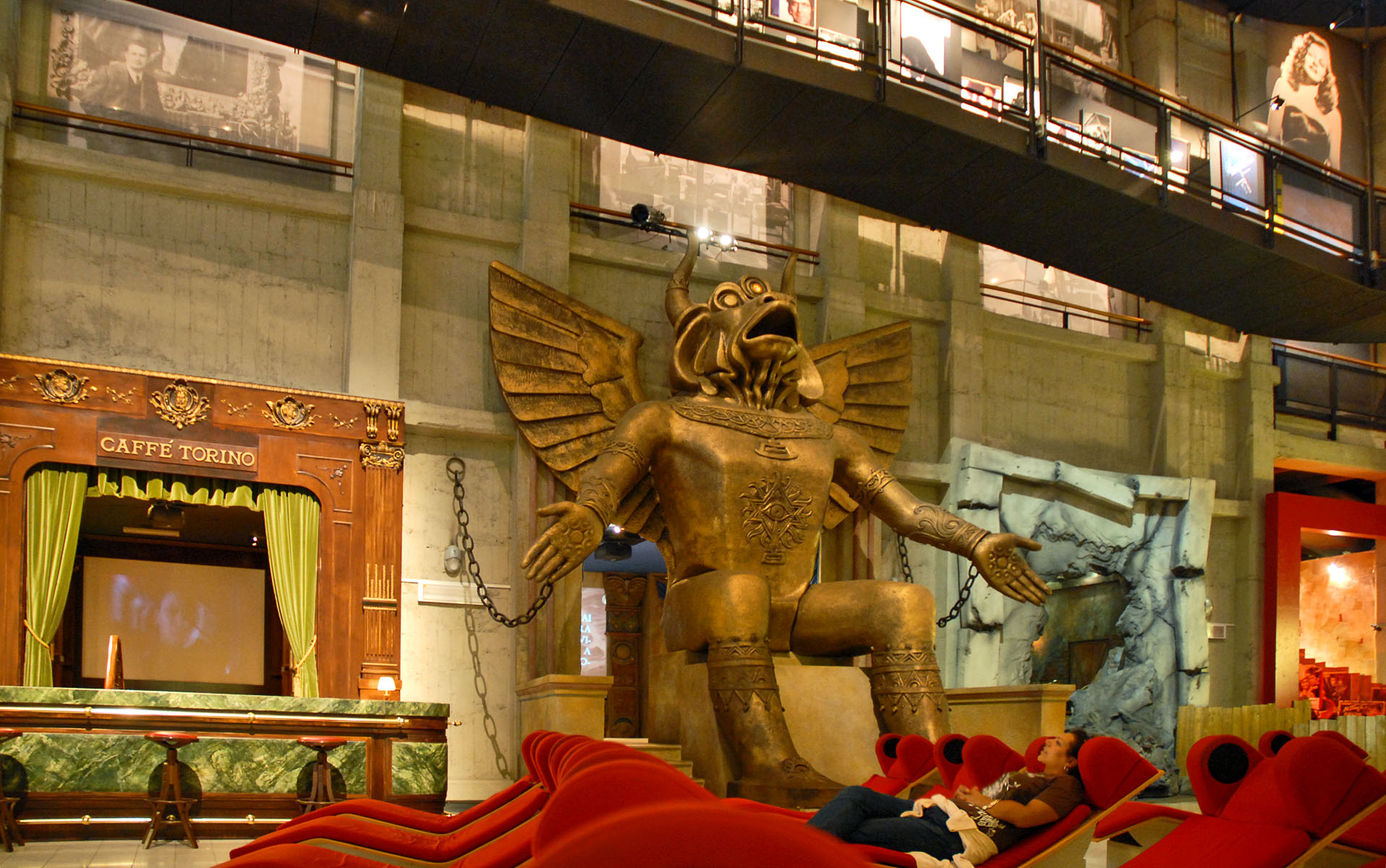
Estatua del dios Moloch de la película "Cabiria" de Giovanni Pastrone en el Museo Nacional del Cine de Turín.

El Museo Nacional del Cine de Turín (Museo nazionale del Cinema – Fondazione Maria Adriana Prolo) es un museo dedicado a la historia del cine italiano e internacional. Está situado en la Mole Antonelliana en el centro histórico de Turín, Italia. 
Inaugurado en 2000, tiene una superficie de 3200 metros cuadrados distribuida en cinco pisos. Desde aparatos ópticos precursores del cinematógrafo, como la linterna mágica, y objetos y documentos de los primeros estudios de cine, el museo propone un recorrido por la historia del séptimo arte. Cuenta además con una biblioteca, una colección muy amplia de fotografías y carteles, y más de 12 000 películas.
También organiza ciclos de proyecciones cinematográficas y es la sede principal del Festival de Cine de Turín (Torino Film Festival).